# Yucca endlichiana
Yucca endlichiana là một loài thực vật có hoa trong họ Măng tây. Loài này được Trel. miêu tả khoa học đầu tiên năm 1907.

## Hình ảnh

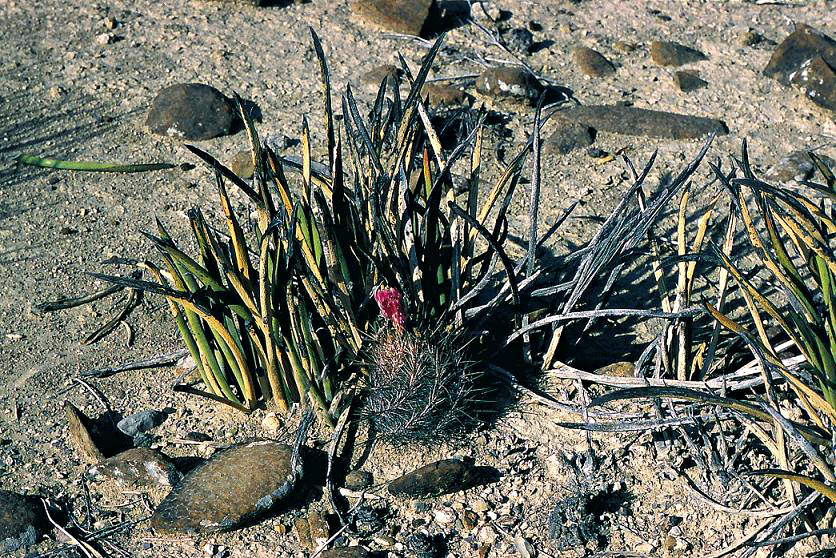
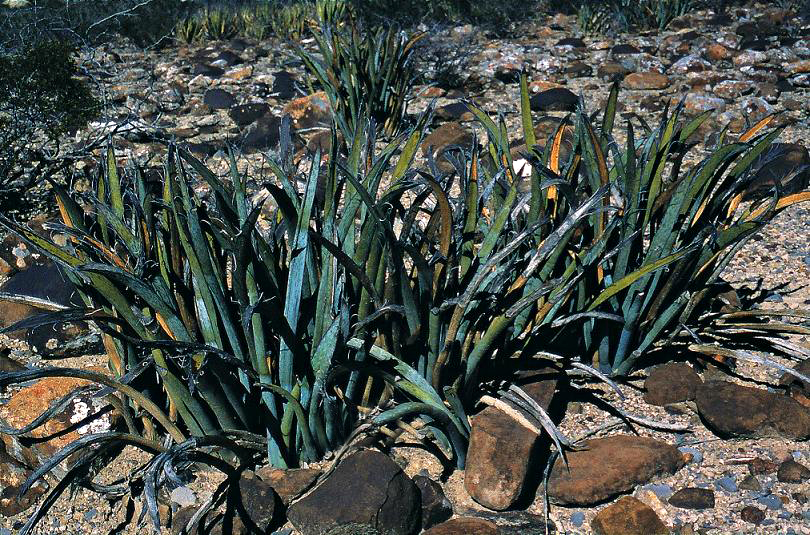